# Oberlangenroth
Oberlangenroth (oberfränkisch: Langaruh) ist ein Gemeindeteil der Gemeinde Neuenmarkt im Landkreis Kulmbach (Oberfranken, Bayern). Oberlangenroth liegt in der Gemarkung Neuenmarkt.

## Geographie
Die aus vier Wohngebäuden bestehende Einöde bildet mit See im Westen eine geschlossene Siedlung. Diese liegt am Fuße des Kulmbergs (456 m ü. NHN, 1,3 km westlich) und ist weitestgehend von Acker- und Grünflächen umgeben. Die Kreisstraße KU 21 führt nach Fölschnitz zur Staatsstraße 2182 (2,4 km westlich) bzw. nach Hegnabrunn (2,3 km südöstlich). Eine Gemeindeverbindungsstraße führt nach Reuthlashof (1 km südlich).

## Geschichte
Der Ort wurde 1398 als „Langenrode“ erstmals urkundlich erwähnt. Der Ortsname bedeutet Zu der lang(gestreckt)en Rodung. Während das benachbarte Unterlangenroth bereits 1398 mit einer Höhenangabe versehen wurde, geschah dies für Oberlangenroth erstmals 1740.
Gegen Ende des 18. Jahrhunderts bestand Oberlangenroth aus einem Anwesen. Das Hochgericht übte das bayreuthische Stadtvogteiamt Kulmbach aus. Der Markgräfliche Lehenhof Bayreuth war Grundherr des Hofes, zu dem noch eine Schäferei gehörte.
Von 1797 bis 1810 unterstand der Ort dem Justiz- und Kammeramt Kulmbach. Mit dem Gemeindeedikt wurde Oberlangenroth dem 1811 gebildeten Steuerdistrikt Hegnabrunn und der 1812 gebildeten Ruralgemeinde Neuenmarkt zugewiesen.

### Einwohnerentwicklung
| Jahr      | 001809 | 001818 | 001861 | 001871 | 001885 | 001900 | 001925 | 001950 | 001961 | 001970 | 001987 |
| Einwohner | 38 *   | 29 *   | 26     | 26     | 19     | 27     | 21     | 28     | 23     | 16     | 6      |
| Häuser    |        | 5 *    |        |        | 3      | 4      | 2      | 2      | 2      |        | 1      |
| Quelle    | [ 11 ] | [ 8 ]  | [ 12 ] | [ 13 ] | [ 14 ] | [ 15 ] | [ 16 ] | [ 17 ] | [ 18 ] | [ 19 ] | [ 1 ]  |

## Religion
Oberlangenroth ist seit der Reformation evangelisch-lutherisch geprägt und nach St. Johannes (Trebgast) gepfarrt.